# Schlacht von Neville’s Cross
Schlachten des Ersten Schottischen Unabhängigkeitskrieges

Berwick – Dunbar – Stirling Bridge – Falkirk – Roslin – Stirling Castle – Methven – Dalry – Glen Trool – Loudoun Hill – Inverurie – Brander – Perth – Bannockburn – Berwick – Berwick – Myton – Byland – Weardale
Schlachten des Zweiten Schottischen Unabhängigkeitskrieges

Kinghorn – Dupplin Moor – Annan – Berwick – Halidon Hill – Boroughmuir – Culblean – Neville’s Cross
Die Schlacht von Neville’s Cross fand am 17. Oktober 1346 im Westen von Durham statt. Der junge schottische König David II. wollte mit seinem Angriff auf Nordengland den französischen König Philipp VI. nach dessen Niederlage gegen Eduard III. von England am 26. August 1346 bei der Schlacht von Crécy entlasten. Doch genauso wie in der Schlacht bei Halidon Hill wurden die schottischen Truppen auf ungünstigem Terrain vernichtend geschlagen.

## Vorgeschichte
König Eduard III. von England brach das Abkommen von Edinburgh und Northampton, das die Grenze zwischen England und Schottland garantierte. Er argumentierte, dass es zur Zeit seiner Minderjährigkeit ausgehandelt worden sei und nicht seinem Willen entspreche. Im Jahre 1332 marschierte Eduards Günstling Edward Balliol nach Schottland und krönte sich zum König. Doch die Anhänger König Davids II. vertrieben ihn, sodass er nach England floh und Eduard III. um Hilfe bat. Der englische König half, indem er zusammen mit Edward Balliol im Jahre 1333 nach Schottland zog. Schnell gewann er Berwick zurück und siegte in der Schlacht bei Halidon Hill. Aufgrund der bevorstehenden Gefahr für David II., wurden er und seine Ehefrau nach Frankreich in Sicherheit gebracht.
Während der Abwesenheit des jungen Davids beendeten die Schotten unter Andrew Murray die Herrschaft Balliols in der Schlacht von Culblean (1335). 1341 kehrte der siebzehnjährige David II. nach Schottland zurück und nahm die Herrschaft wieder an sich. Aufgrund der Bestimmungen der Auld Alliance griff er 1346 England an, um Frankreich nach der vernichtenden Niederlage von Crécy am 26. August 1346 zu entlasten. Er ging davon aus, Nordengland weitgehend unverteidigt vorzufinden, da er die englischen Truppen in Frankreich gebunden vermutete. Die Engländer hatten für diesen Fall jedoch vorgesorgt und konnten schnell zwei Heeresteile mit jeweils gut 3000 Mann mobilisieren.

## Die Schlacht
Die Schotten machten am 17. Oktober 1346 in Bear Park, in der Nähe von Durham, halt.
Erst als William Douglas of Liddesdale mit einer von ihm angeführten schottischen Abteilung auf eine englische Vorhut stieß, wurde David II. davon unterrichtet, dass eine erfahrene Streitmacht von Bogenschützen und Rittern in der Nähe sei. Trotzdem war der schottische König aufgrund der zahlenmäßigen Überlegenheit davon überzeugt, dass die englischen Truppen nicht siegen könnten.
Er positionierte seine drei Bataillone am Fuße des Hügels von Neville’s Cross. Die Engländer überquerten inzwischen den Wear und erklommen den Hügel schneller als die Schotten, die durch Zäune und Wälle aufgehalten wurden. Aufgrund der Erfahrungen bei den Niederlagen in der Schlacht von Dupplin Moor und der Schlacht von Halidon Hill nahmen die Schotten zunächst eine defensive Stellung ein und erwarteten einen englischen Angriff. Die englischen Bogenschützen, die oberhalb der schottischen Streitkräfte standen, konnten die Schotten durch Pfeilsalven jedoch zu einem Angriff provozieren. Die sich nähernden Schotten verloren die Ordnung und waren dem englischen Pfeilhagel ausgesetzt. So wurden ungefähr 3500 schottische Soldaten getötet und die Engländer konnten trotz ihrer eindeutigen zahlenmäßigen Unterlegenheit die Schlacht für sich entscheiden. Angeblich starben nur etwa einhundert englische Soldaten in dieser Schlacht. Es gab mehrere Deserteure unter den Gefolgsleuten Davids II.: Robert II. und der Earl of March flohen, selbst Davids eigenes Bataillon versuchte zu fliehen. Der schottische König wurde schwer verletzt und zusammen mit zahlreichen anderen schottischen Adeligen gefangen genommen. Der Rest der schottischen Streitmacht wurde mehr als 20 Meilen weit verfolgt. David II. von Schottland wurde im Odiham Castle inhaftiert und kehrte erst elf Jahre später wieder nach Schottland zurück.